# Bompas (Pyrénées-Orientales)
Bompas (Catalaans: Bompàs) is een gemeente in het Franse departement Pyrénées-Orientales (regio Occitanie). De plaats maakt deel uit van het arrondissement Perpignan. Bompas telde op 1 januari 2022 7.712 inwoners.
Bompas is van oudsher bekend voor de teelt van uien.

## Geografie
De oppervlakte van Bompas bedroeg op 1 januari 2022 5,7 vierkante kilometer; de bevolkingsdichtheid was toen 1.353 inwoners per km². De gemeente ligt in Salanque, in het noorden van de vlakte van Roussillon.

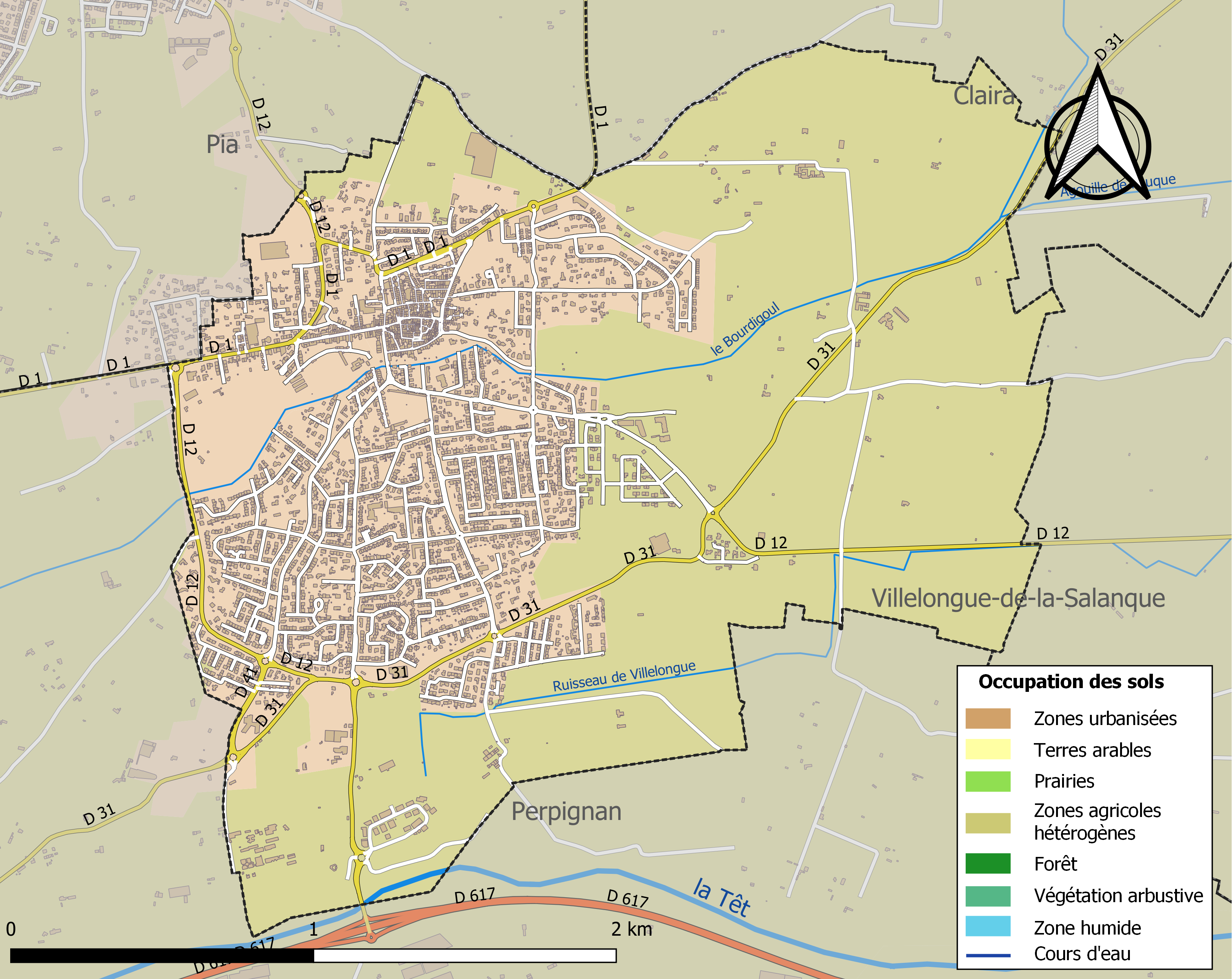
Kaart van de gemeente met de belangrijkste infrastructuur, bodemgebruik en omliggende gemeenten

## Demografie
Onderstaande figuur toont het verloop van het inwonertal (bron: INSEE-tellingen).